# Gana (Mythologie)

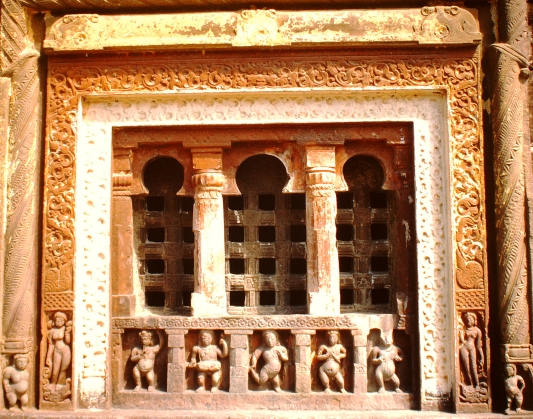
Gruppe von musizierenden Ganas an einem Jali-Fenster in Nachna, Madhya Pradesh (um 500); unterhalb der seitlichen Säulen erfüllen sie die Funktion von Atlanten.

Der Begriff Gana stammt aus dem Sanskrit (Devanagari: गण; deutsch etwa ‚Gruppe‘, ‚Horde‘, ‚Truppe‘ oder ‚Schar‘) und bezeichnet die zwergenhaft und dickbäuchig dargestellte Begleitschar des Gottes Shiva. Als ihr Anführer gilt der elefantenköpfige und ebenfalls dickbäuchige Gott Ganesha, der auch als gaṇa-īśa oder gaṇa-pati bezeichnet wird, was so viel bedeutet wie ‚Herr der Ganas‘.
Die bevorzugten Aufenthaltsorte der Ganas sind abseitige, verborgene Orte wie Höhlen oder gar abstoßende und unreine Orte wie Verbrennungsplätze. Sie werden auch mit uralten Baum- oder Waldgottheiten (yakshas) in Verbindung gebracht.

## Geschichte
Das Sanskrit-Wort gana taucht schon in den altindischen Veden auf und bezeichnet dort eine Versammlung von Kriegern unter ihrem Anführer ganadhipati, aus dem viel später Ganapati, d. h. Ganesha wurde. Aus den manchmal als mehrköpfig beschriebenen, unheimlichen und unbändigen Gestalten der Frühzeit wurden allmählich Gottheiten niederen Ranges, die in der Zeit der Herausbildung der indischen Hochgötter (Brahma, Shiva und Vishnu) nur noch dienende oder begleitende, d. h. unterhaltende Aufgaben wahrzunehmen hatten.

## Darstellungen
Seit den Anfängen hinduistischer Skulptur im 5. Jahrhundert werden Ganas als zweiarmige drollige musizierende oder tanzende Figuren dargestellt. Sie finden sich in der Frühzeit häufig als Begleiter Shivas oder an Shiva-Tempeln. Auch in wächterähnlichen Funktionen an Portalen oder als Atlanten kommen sie vor. Im Lauf der Zeit jedoch treten sie mehr und mehr in den Hintergrund und verschwinden im indischen Hochmittelalter beinahe völlig aus dem Repertoire der Bildhauer.

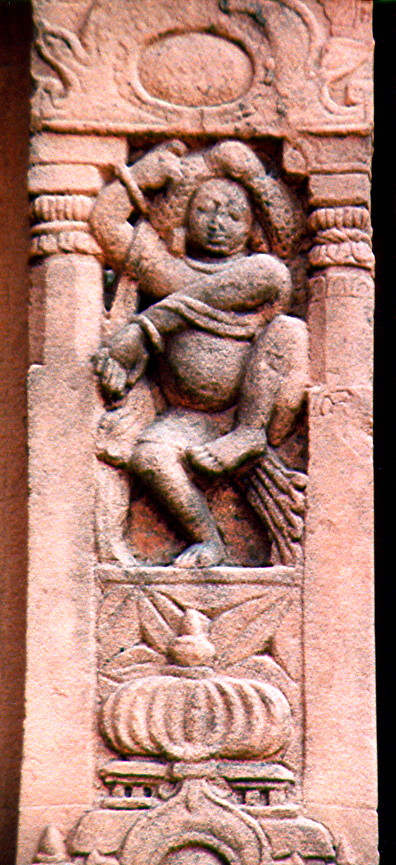
Tanzender Gana am Dashavatara-Tempel, in Deogarh, Uttar Pradesh (um 500)
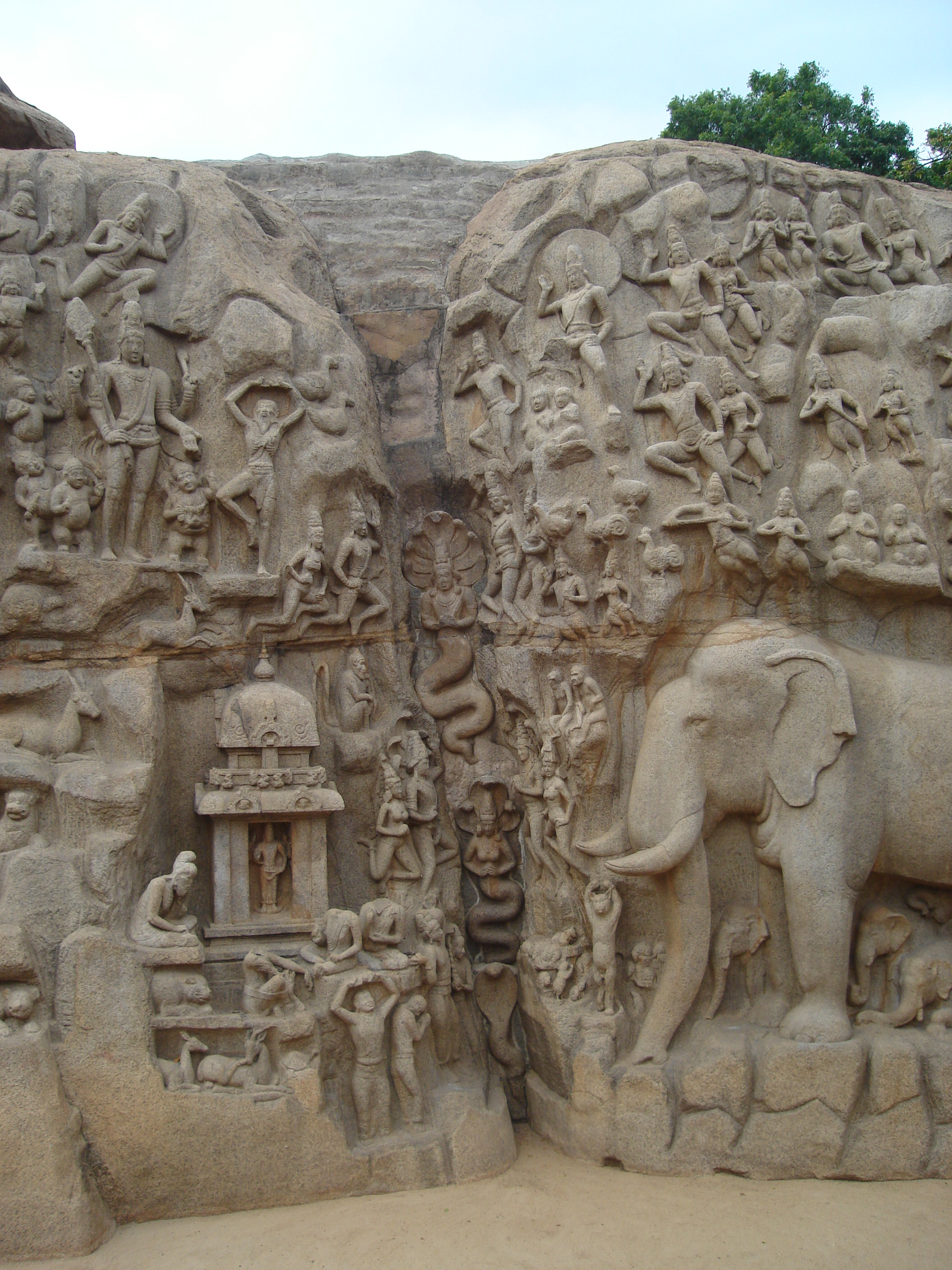
Shiva in Begleitung mehrerer Ganas (o. l.), Relief der Herabkunft der Ganga, Mamallapuram, Tamil Nadu (um 700)
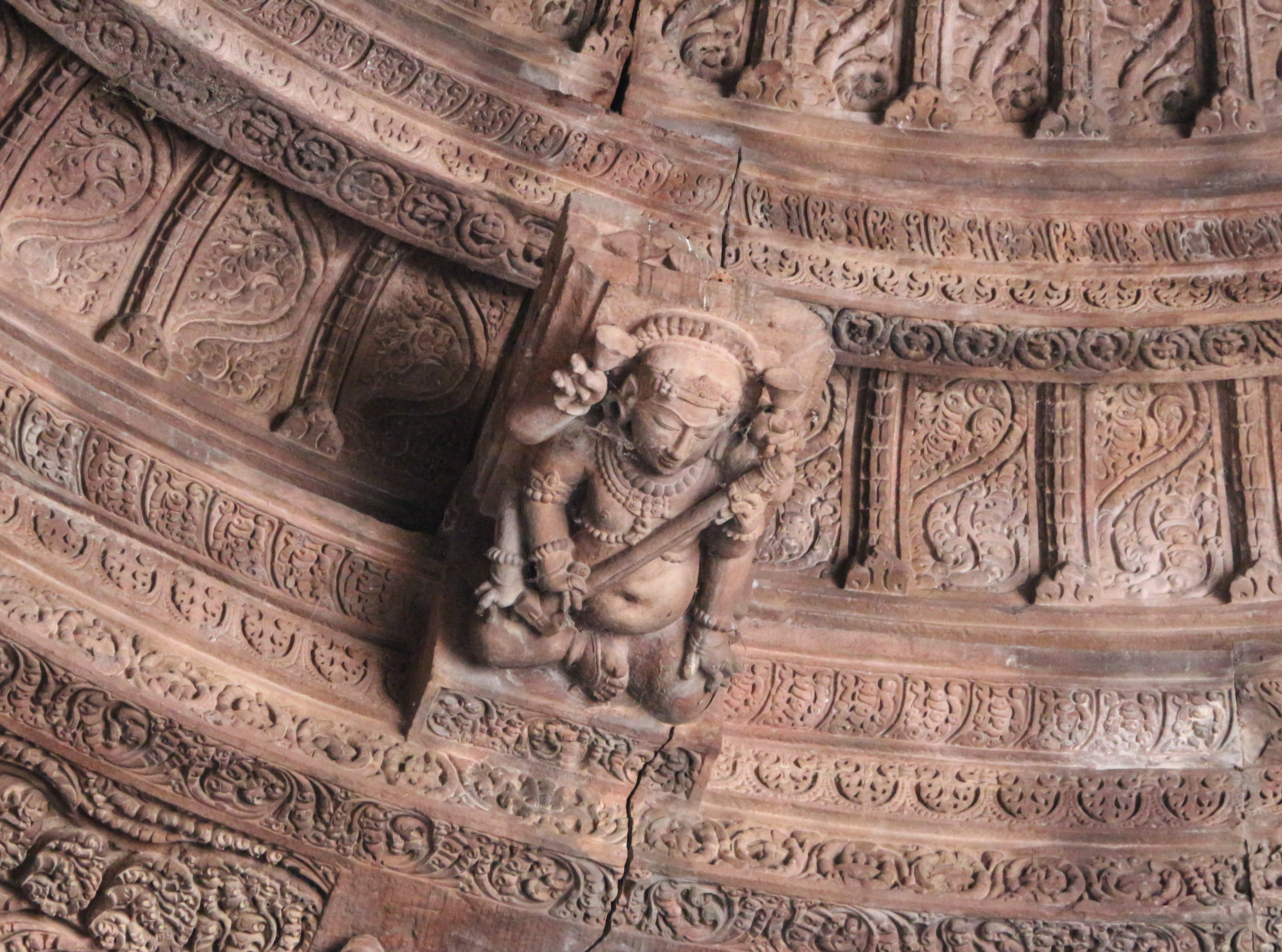
Vierarmiger musizierender Gana im Shiva-Tempel von Bhojpur, Madhya Pradesh (um 1050)

## Sonstiges
In alten buddhistischen Texten ist der Begriff gana im Sinne von ‚Mönchsgemeinschaft‘ oder ‚Mönchsversammlung‘ (shanga) zu finden. In diesen werden oft die Anfänge demokratischer Traditionen in Indien gesehen.